# Iniistius aneitensis
Iniistius aneitensis är en fiskart som först beskrevs av Günther 1862.  Iniistius aneitensis ingår i släktet Iniistius och familjen läppfiskar. IUCN kategoriserar arten globalt som livskraftig. Inga underarter finns listade i Catalogue of Life.